# KFormula
KFormula és l'editor de fórmules matemàtiques de KDE, que forma part de la suite Koffice.